# Adone Zoli

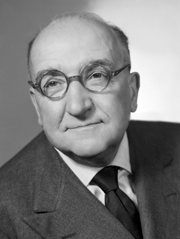
Adone Zoli (1958)

Adone Zoli (Cesena, 16 december 1887 – Rome, 20 februari 1960), was een Italiaans christendemocratisch politicus. Van 1957 tot 1958 was hij premier van Italië.

## Loopbaan
Zoli studeerde rechten aan de Universiteit van Bologna en was daarna advocaat. In 1919 werd hij lid van de katholieke Partito Popolare Italiano van Don Luigi Sturzo. Hij hield er sterke antifascistische opvattingen op na. In 1926 werd de PPI verboden. Zoli trad na de val van Mussolini (25 juli 1943) toe tot de bevrijdingsraad. Nadien was hij medeoprichter van de Democrazia Cristiana (DC), de Italiaanse christendemocratische partij. In 1945 werd hij in de Kamer van Afgevaardigden gekozen.
Van 1950 tot 1951 was Zoli vicevoorzitter van de Senaat. Van 18 januari 1954 tot 10 februari 1954 was hij minister van Financiën. Na de dood van de premier, Alcide De Gasperi, werd Zoli voorzitter van de Kamer van Afgevaardigden. In de daaropvolgende kabinetten trad hij op als minister.
Op 19 mei 1957 werd hij minister-president van een eenheidskabinet van christendemocraten. Op 19 juni 1958 kwam deze regering al ten val.
Tot zijn dood bleef hij parlementariër.